# William Wallace (wiskundige)

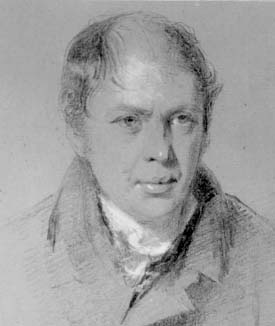
William Wallace

William Wallace (Dysart, 23 september 1768 – 28 april 1843) was een wiskundige en astronoom uit Schotland. Wallace was de uitvinder van de eidograaf, een verbeterde vorm van de pantograaf.

## Leven en werk
William Wallace werd geboren in Dysart (Fife, Schotland) en kreeg tot zijn 11e jaar onderwijs van zijn vader. Hij was eerst leerling-boekbinder. Het gezin verhuisde toen William 16 was naar Edinburgh en daar werkte hij eerst ook als boekbinder. Hij heeft zichzelf in die tijd wiskunde geleerd, waardoor hij ook kon gaan werken als privéleraar. Hij verdeelde de tijd tussen zijn werkzaamheden zo goed, dat hij snel aanzienlijke kennis had opgedaan van de algebra, meetkunde en astronomie.
Hij kwam door zijn talent in contact met John Robison (1739–1805) en John Playfair (1748–1819), beiden hoogleraar aan de Universiteit van Edinburgh, die hem bij zijn studie steunden. Zonder als student aan de universiteit te zijn ingeschreven volgde hij daar colleges in de wiskunde en in de astronomie.
Hij werd in 1794 assistent-leraar wiskunde aan de Academy in Perth, een middelbare school. Hij kon op voorspraak van Playfair in de plaats daarvan docent in de wiskunde aan de Koninklijke Militaire Academie Sandhurst, de Royal Military Academy, worden, toen nog in Great Marlow (Buckinghamshire, Engeland), en hij behield deze functie ook, toen de Academie in 1812 naar Sandhurst verhuisde.
Hij volgde in 1819 Playfair, na diens overlijden, op als hoogleraar wiskunde in Edinburgh. Wallace bouwde tijdens zijn leerstoel een uitstekende reputatie als docent op. Een van zijn studenten was de Schotse schrijfster van wetenschappelijke literatuur Mary Somerville (1780–1872).
Hij ging in 1838 vanwege zijn slechte gezondheid met pensioen, maar bleef toch publiceren en woonde tot aan zijn overlijden in 1843 in Edinburgh. Hij werd daar ook begraven, op de Greyfriars Kirkyard.

## Wiskunde
Wallace werkte voornamelijk aan meetkundige problemen. Zo ontdekte hij in 1799 de naar hem genoemde lijn, de rechte van Wallace. De ontdekking werd enige tijd ten onrechte toegeschreven aan de eveneens Schotse wiskundige Robert Simson (1687–1768).
In 1807 bewees hij een eigenschap over de dissectie, het opdelen, van veelhoeken, die tegenwoordig bekend staat als de stelling van Wallace-Bolyai-Gerwien.
Maar zijn belangrijkste bijdrage aan de wiskunde in Groot-Brittannië lag niet op het gebied van de meetkunde, maar in het feit dat hij een van de eerste Britse wiskundigen was die de differentiaal- en integraalrekening, zoals die zich op het Europese vasteland ontwikkeld had, in het Verenigd Koninkrijk introduceerde en promootte.

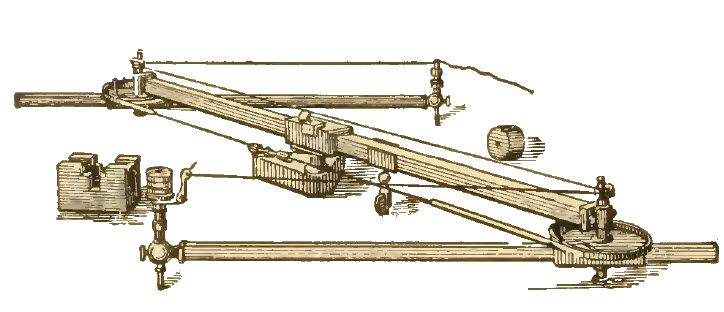
Eidograaf ontwikkeld door William Wallace in 1821

## Overige activiteiten
Wallace heeft behalve artikelen en boeken op wiskundig en astronomisch gebied ook bijdragen geschreven voor de Encyclopædia Britannica en de Edinburgh Encyclopædia. In zijn tijd op het Royal Military College schreef hij ook artikelen voor The Mathematical Repository van zijn collega Thomas Leybourn (1770-1840) en studieboeken voor zijn studenten.
Hij verbeterde in 1821 de pantograaf tot de eidograaf.
Wallace had verder een groot aandeel in de oprichting van het stadsobservatorium op Calton Hill in Edinburgh, waarvoor Colin Maclaurin (1698-1746), die van 1725 tot zijn overlijden eveneens hoogleraar was in Edinburgh, de benodigde fondsen had bijeengebracht.
- Gemeinsame Normdatei: 117561428
- International Standard Name Identifier: 0000 0000 3259 3921
- Library of Congress Control Number: n83027893
- Nationale Bibliotheek van Israël: 987007383783005171
- Nederlandse Thesaurus van Auteursnamen: 298443740
- Istituto Centrale per il Catalogo Unico: CFIV334160
- SNAC: w6r78jcn
- Système universitaire de documentation: 236975579
- Virtual International Authority File: 13087885
- WorldCat: E39PBJgXdkqVWKRGYgjDXqYF8C